# Herb powiatu pyrzyckiego

Herb powiatu pyrzyckiego w latach 1999-2011

Herb powiatu pyrzyckiego – jeden z symboli powiatu pyrzyckiego, ustanowiony 29 czerwca 1999, ze zmianą 26 października 2011.

## Wygląd i symbolika
Herb przedstawia na tarczy dwudzielnej w pas, w górnym polu srebrnym czerwonego kroczącego gryfa. Pole dolne czerwone z błękitnym słupem, na którym widnieją trzy złote gwiazdy. Z prawej strony słupa złota chrzcielnica na takim samym pastorale w skos, po stronie lewej – trzy skrzyżowane złote kłosy pszenicy.
W herbie starano się zachować elementy herbów miejskich Pyrzyc i Lipian, obecnych herbów gmin powiatu pyrzyckiego, elementy herbu powiatu z 1928, a także wprowadzić tradycje historyczne i podkreślić rolniczy charakter Ziemi Pyrzyckiej. Gryf pomorski symbolizuje przynależność regionu do dawnego księstwa pomorskiego we władaniu Gryfitów − przejęty wprost z herbu Pyrzyc. Dodano jednak pięciolistną różę, którą gryf trzyma w prawej łapie. Kwiat jest elementem graficznym przejętym z dawnego haftu pyrzyckiego, przywołuje więc skojarzenia z regionalną kulturą ludową. Chrzcielnica herbowa nawiązuje do − studni Św. Ottona z Bambergu. Trzy gwiazdy to element przejęty z herbu Lipian, drugiego miasta powiatu pyrzyckiego. Natomiast trzy kłosy pszenicy podkreślają charakter regionu, od czasów średniowiecza związanego z rolnictwem. Nazwa Pyrzyc zawiera rdzeń pyr, pir, pochodzący od słowiańskiej nazwy pszenicy.